# Daniel Adjuto
Daniel Adjuto Sanders Yoshyaky, conhecido apenas como Daniel Adjuto (Brasília, 14 de outubro de 1989), é um jornalista brasileiro. Foi âncora do Live CNN Brasil na CNN Brasil e do SBT Brasil. Neto de japoneses por parte de pai e descendente de italianos por parte de mãe, Daniel é abertamente gay.

## Carreira

### SBT
Daniel Adjuto é formado em jornalismo desde 2013 pela Universidade de Brasília (UnB), tendo feito estágio voluntário na TV Globo em Nova Iorque.
Em 2012, entrou no SBT como estagiário de produção do SBT Brasil e, em abril de 2013, foi contratado como produtor do Jornal do SBT Brasília, onde também atuava esporadicamente como repórter. Fazia coberturas do Judiciário na capital e da Operação Lava Jato.
Depois de dois meses na função foi convidado a assumir o posto de produtor do nacional principalmente na área de política. Em junho de 2013, passou a fazer entradas ao vivo no SBT Manhã.
Em 25 de março de 2017, Adjuto entrou na escala de apresentadores eventuais do SBT Notícias, nas madrugadas de sábado para domingo, e em 20 de janeiro de 2018, entrou no revezamento de apresentadores eventuais da bancada do SBT Brasil, nas edições de sábado.
Tendo tido uma ascensão meteórica dentro da emissora, foi sondado por outros canais, como a GloboNews e a RecordTV, mas recusou as propostas, preferindo se consolidar no SBT. Se despediu da emissora e do revezamento de apresentadores eventuais do SBT Brasil no dia 16 de novembro de 2019.

### CNN
Em 19 de novembro de 2019, Daniel Adjuto foi anunciado como novo apresentador na CNN Brasil. Ele atua de Brasília, mas também é ancora ocasionalmente, como aconteceu por um tempo no Jornal da CNN após um afastamento de William Waack.
Participou de dois momentos que chamaram atenção no canal em seu primeiro ano: antecipou que Jair Bolsonaro poderia indicar Mário Frias para assumir a Secretária Especial de Cultura do Brasil, onde na época estava a atriz Regina Duarte. Após esse furo de reportagem, ele negociou e fez uma entrevista exclusiva durante o CNN 360º com a então secretaria. A entrevista, feita ao vivo, ganhou grande repercussão após Regina minimizar a tortura e as mortes durante a Ditadura militar e depois encerrar a entrevista após se irritar com a reprodução de um vídeo onde a atriz Maitê Proença cobrava ações da secretaria. Mais de quinhentos artistas de todo o país assinaram uma nota repudiando as declarações de Regina Duarte e afirmando que ela não os representa na Secretaria Especial da Cultura..
Em setembro de 2020, assume a bancada do Visão CNN, substituindo Evandro Cini que volta pra reportagem. Em novembro, Carla Vilhena assume a apresentação e Adjuto migra para o Expresso CNN. Em 7 de setembro, estreia como substituto de Phelipe Siani no Live CNN Brasil. No dia 19 de novembro, ele assume a bancada do Live após Siani ser diagnosticado com o novo CoronaVirus. em 11 de janeiro de 2021, Daniel assume definitivamente a bancada, uma vez que Siani foi pra projetos de entretenimento da casa. Em 19 de setembro de 2022, Adjuto é demitido do canal após uma polêmica, sendo substituído por Evandro Cini no comando do Live.

## Ligações Externas
- Daniel Adjuto no Facebook
- Daniel Adjuto no Instagram
- Daniel Adjuto no X